# 公社派
公社派是长春市及其周边地区在无产阶级文化大革命期间形成的以长春公社，吉林省东方红公社为主的一系列群众组织。其对立面为吉林省红革会及其主体长春市红卫兵二总部。公社派被吉林省军区认定为分裂主义的产物，在1967年8月前处于受压状态。

## 历史
1967年1月18日，在一月风暴的影响下，长春市62个群众组织在市体育馆召开夺权大会，当晚接管了省委会，公安部，《长春日报》社等机构。
1967年2月1日：“地院兵团”、“工大造大”、“光机八·一五”、“人大红野”等组织先后退出长春市红卫兵二总部，宣布成立“吉林省革命造反司令部”。8日，改为“长春人民公社筹委会”。4月23日，成立长春公社。
1967年2月20日：吉林师范大学的“红色造反兵团”、“毛泽东主义红卫兵”、“长春市公安联总”等 20 个组织，联合发起成立吉林省东方红公社。从此，长春市对立两派形成。
1967年8月17日：中共中央、国务院、中央军委、中央文革小组对吉林省军区和驻长部队《给长春市广大革命群众的公开信》作了批示，号召长春市两大派群众组织实现大联合，促进“三结合”。
1967年12月3日，两派4个组织和长春警备区司令部的代表签订了《关于贯彻“长春市两大派关于彻底封存上交武器和维护社会治安的协议”》的具体措施。21日，上述组织与单位代表又签订了《长春市两大派关于彻底上交各种武器的补充协议》。表示在年底前，上交各种武器、弹药和其他军用物资。

## 相关事件
1967年2月23日，公社派与红二派在吉林大学发生冲突，吉林省军区镇压了公社派组织“长春市公安联总”。
1967年4月17日，公社派组织在两天内两次查封《长春日报》编辑部，并与红二派发生武斗。
1967年6月，两派组织在长春机车厂、长铁机务段、煤气公司、长春车站等处进行武斗。
1967年9月13日，两派组织在“小白楼”展开了激烈的大规模武斗。9月18日，两派组织在长春火车站发生武斗，动用了迫击炮、炸药、机枪等武器和装备，造成28人死亡，近百人受伤。是长春市规模最大的一次武斗事件。

## 原始文献
《春城无产阶级文化大革命大事记（上下册）》1968年 长春公社五〇三战斗队编印
《长春红卫兵在前进》1968年 长春市红卫兵总部编印
《给长春市广大革命群众的公开信》 1967年8月17日 吉林省军区十六军 空一军 